# Hortensio (Cicerón)
Hortensio sobre la filosofía (en latín: Hortensius sive de philosophia), o sencillamente Hortensio (Hortensius sive de philosophia), es un diálogo escrito por Marco Tulio Cicerón en el 45 a. C. que en la actualidad se encuentra perdido. El diálogo —que lleva el nombre del amigo y rival de Cicerón, el orador y político Quinto Hortensio Hórtalo— es un protréptico o invitación a la filosofía. En la obra, Cicerón, Hortensio, Quinto Lutacio Cátulo y Lucio Licinio Lúculo discuten cuál es el mejor uso del tiempo libre. Al concluir la obra, Cicerón sostiene que el cultivo de la filosofía es el esfuerzo más importante.
Pese a que el diálogo fue extremadamente popular en la Antigüedad clásica, para el siglo VII d. C. ya estaba perdido. Hoy en día, se conservan los fragmentos citados por el prosista Marciano Capella, los gramáticos Servio y Nonio Marcelo, el autor cristiano Lactancio y san Agustín. De hecho, este último, en su obra Confesiones, atribuye a la lectura del diálogo durante sus años de formación, cuando aún no se había convertido, su primer acercamiento a la filosofía.